# Vesela jesen 1970
IV. Vesela jesen je potekala 26. septembra 1970 v dvorani B mariborskega sejmišča v organizaciji Zavoda Stadion. Prireditev sta vodila Metka Šišernik-Volčič in Saša Veronik. Orkestru je dirigiral Berti Rodošek.

## Tekmovalne skladbe
| #   | Izvajalec                  | Naslov pesmi           | Avtor besedila  | Avtor glasbe          | Avtor aranžmaja | Nagrade                                                          |
| --- | -------------------------- | ---------------------- | --------------- | --------------------- | --------------- | ---------------------------------------------------------------- |
| 1.  | Ditka Haberl               | Povsod je moj dom      | Bogdan Lešnik   | Jože Miljutin Turnšek | Janez Gregorc   | 2./3. nagrada žirije, najboljša interpretacija                   |
| 2.  | Alfi Nipič & Marjetka Falk | Ta vražji telefon      | Jože Kreže      | Jože Kreže            | Jože Privšek    |                                                                  |
| 3.  | Fani Brečko                | Maribor večni          | Darko Pernat    | Boris Rošker          | Jože Privšek    |                                                                  |
| 4.  | Bor Gostiša                | Saj smo mladi le       | Franc Lorber    | Franc Lorber          | Dečo Žgur       |                                                                  |
| 5.  | Edvin Fliser               | Oči, ki srcu so lagale | Jože Kreže      | Jože Kreže            | Jože Privšek    |                                                                  |
| 6.  | Zorica Fingušt             | Moj mali poštar        | Marjan Stare    | Milan Križan          | Jure Robežnik   |                                                                  |
| 7.  | Ervina Štelcl              | Naj ponosno bo srce    | Jože Kreže      | Jože Kreže            | Berti Rodošek   |                                                                  |
| 8.  | Jože Kobler                | Dala si mi vse         | Štefica Rodošek | Berti Rodošek         | Berti Rodošek   | 2. nagrada občinstva                                             |
| 9.  | Alfi Nipič & Slavija 5     | Štajerc                | Berti Rodošek   | Berti Rodošek         | Berti Rodošek   | 1. nagrada občinstva, najvedrejša popevka                        |
| 10. | Irena Kohont               | Iščem tvoj nasmeh      | Marjan Stare    | Milan Križan          | Dečo Žgur       | 3. nagrada občinstva                                             |
| 11. | Alenka Pinterič            | Ključ sveta            | Vladimir Gajšek | Berti Rodošek         | Berti Rodošek   | zlati klopotec za besedilo, 1. nagrada žirije, najboljši aranžma |
| 12. | Lado Leskovar              | Dobri pajdaši          | Jože Ternar     | Aleksander Vlaj       | Jure Robežnik   | nagrada za najboljšo narečno popevko                             |
| 13. | Braco Koren                | Rad bi bil tvoj        | Andrej Grabar   | Andrej Grabar         | Janez Gregorc   | 2./3. nagrada žirije, najboljši aranžma                          |